# 清水義氏
清水 義氏（しみず よしうじ、1547年（天文16年） - 1586年11月28日（天正14年10月18日））は、戦国時代の武将。最上氏の一族清水氏第6代当主。清水義高の子。
清水氏は最上氏の庶流である成沢氏の一族で、1476年に成沢兼義（斯波家兼のひ孫）の子の満久が最上川の要衝に清水城を築城し拠点としたのが始まりである。近隣の大宝寺氏とたびたび争った。
義氏は1565年に父の義高が大宝寺義増に敗れ、討ち死したため、跡を継いだ。主家筋の最上義光に接近し、大宝寺氏との抗争を有利に進めた。男子がなかったため、娘（清水姫）が婿養子を迎えるはずであったが、義光の三男・義親が養子として跡を継いだ。清水姫は父の死後、20歳で正室大崎氏と死別した義光に嫁いだ。